# João Francisco Favaro Amaral
João Francisco Fávaro Amaral, noto semplicemente come João Favaro (Orlândia, 22 aprile 1992), è un ex calciatore brasiliano, di ruolo difensore.

## Carriera

### Club
Il 16 agosto 2019 viene acquistato a titolo definitivo dalla squadra slovacca dello Senica.

## Statistiche

### Presenze e reti nei club
Statistiche aggiornate al 28 settembre 2019.
| Stagione          | Squadra           | Campionato        | Campionato | Campionato | Coppe nazionali | Coppe nazionali | Coppe nazionali | Coppe continentali | Coppe continentali | Coppe continentali | Altre coppe | Altre coppe | Altre coppe | Totale | Totale |
| Stagione          | Squadra           | Comp              | Pres       | Reti       | Comp            | Pres            | Reti            | Comp               | Pres               | Reti               | Comp        | Pres        | Reti        | Pres   | Reti   |
| ----------------- | ----------------- | ----------------- | ---------- | ---------- | --------------- | --------------- | --------------- | ------------------ | ------------------ | ------------------ | ----------- | ----------- | ----------- | ------ | ------ |
| lug.-ott. 2016    | Catanzaro         | LP                | 3          | 0          | CI-LP           | 1               | 0               | -                  | -                  | -                  | -           | -           | -           | 4      | 0      |
| 2017-2018         | Levadeiakos       | SL                | 22         | 1          | CG              | 5               | 1               | -                  | -                  | -                  | -           | -           | -           | 27     | 2      |
| 2018-gen. 2019    | Levadeiakos       | SL                | 4          | 0          | CG              | 0               | 0               | -                  | -                  | -                  | -           | -           | -           | 4      | 0      |
| Totale Levadiakos | Totale Levadiakos | Totale Levadiakos | 26         | 1          |                 | 5               | 1               |                    | -                  | -                  |             | -           | -           | 31     | 2      |
| Totale carriera   | Totale carriera   | Totale carriera   | 29         | 1          |                 | 6               | 1               |                    | -                  | -                  |             | -           | -           | 35     | 2      |